# Abedalá ibne Budail
Abedalá ibne Budail Alcuzai (em árabe: عبد الله ابن بديل الخزاعي; romaniz.: ʿAbd Allāh ibn Būdayl al-Khuzāʿī; m. 657) foi um comandante militar árabe a serviço do quarto califa Ali (r. 656–661).

## Vida
Abedalá nasceu em Medina e era filho de Budail ibne Uarca do clã Banu Cuza'a. De acordo com Tabari (m. 923), envolveu-se na conquista muçulmana da Pérsia durante o califado de Omar (r. 634–644). O historiador moderno Rex Smith considera esses relatos como fabricados, pois ibne Budail tinha apenas dez anos de idade. Ibne Budail ficou do lado do quarto califa Ali (r. 656–661) na Primeira Guerra Civil Muçulmana. Na Batalha de Sifim, que durou três dias, de 26 a 28 de julho, comandou a ala direita das forças de Ali contra o exército sírio de Moáuia I (r. 661–680). Desempenhou papel importante durante o primeiro dia, quando avançou à posição de Moáuia no centro, com o objetivo de matar pessoalmente o líder. O general de Moáuia, Habibe ibne Maslama, contra-atacou e derrotou toda a ala direita do exército de Ali, cercou ibne Budail e suas tropas e começou a avançar em direção ao centro de Ali. O comandante-em-chefe de Ali, Maleque ibne Alharite, conseguiu reunir a ala direita em retirada e resgatar ibne Budail, mas um novo ataque do último à posição de Moáuia falhou e ele foi morto. Morreu com a idade de vinte e quatro anos.